# Florbal
Florbal je kolektivní halový sport. Hraje se na hřišti o rozměrech 40×20 metrů ohraničeném mantinely s dvěma brankami a s lehkým děrovaným dutým plastovým míčkem. Při standardní herní situaci je z každého týmu na hřišti v jeden moment pět hráčů v poli a jeden brankář. Jejich cílem je dosáhnout více gólů než soupeř. Hráči při hře používají speciální florbalové hole (tzv. florbalky). Zápas se hraje na tři dvacetiminutové třetiny.
Florbal je oblíbený v mnoha zemích světa, zejména v Česku, Dánsku, Estonsku, Finsku, Lotyšsku, Norsku, Švédsku a Švýcarsku.
Florbal je organizován Mezinárodní florbalovou federací (IFF). Nejvyšší mezinárodní florbalová soutěž je Mistrovství světa ve florbale, které se koná každé dva roky. Jen reprezentace Česka, Finska, Norska, Švédska a Švýcarska dokázaly zatím získat na mistrovství medaili. Mezi nejprestižnější národní florbalové ligy patří finská F-Liiga mužů i žen, švédská Svenska Superligan mužů i žen, česká Superliga florbalu a Extraliga žen a švýcarská Unihockey Prime League mužů i žen. Jejich vítězové soupeří v Poháru mistrů.
V Česku florbal zastřešuje organizace Český florbal. Kromě ligových soutěží se zde koná několik z největších mezinárodních turnajů, například Czech Open, Prague Games a Brno Open Game.
Florbal je uznaný sport Mezinárodního olympijského výboru a od ročníku 2017 je zařazen v programu Světových her.

## Jak se hraje

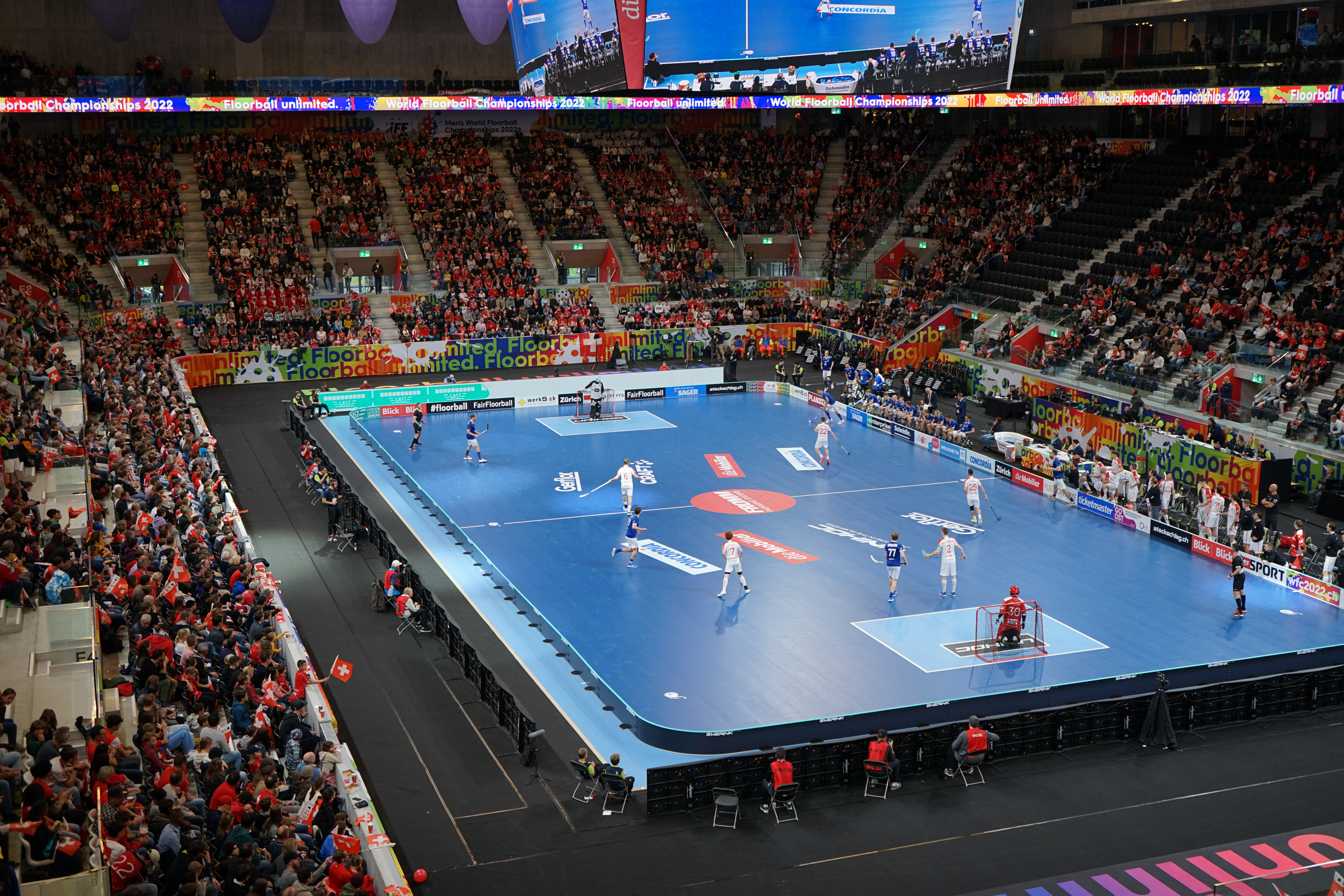
Průběh hry

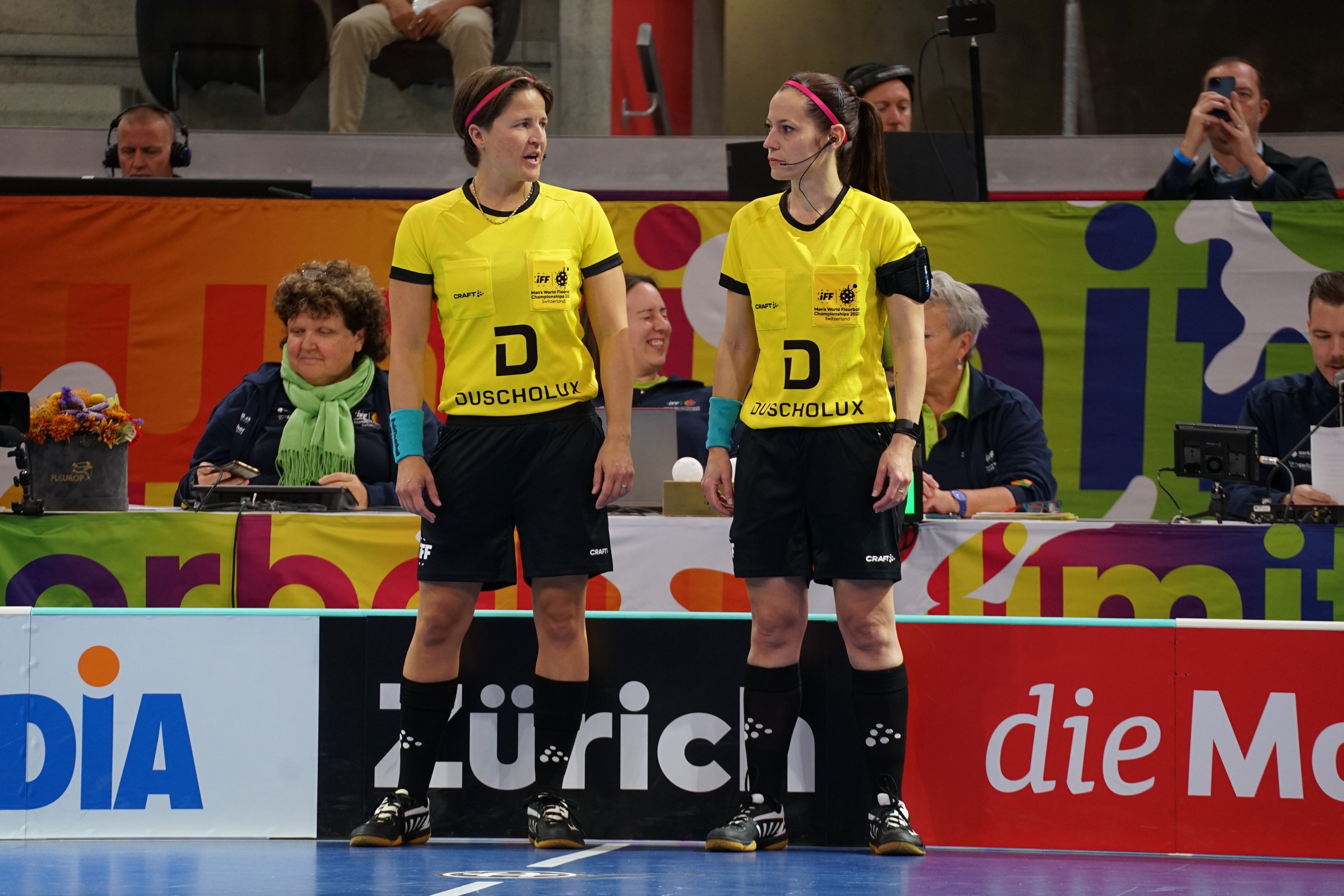
Rozhodčí

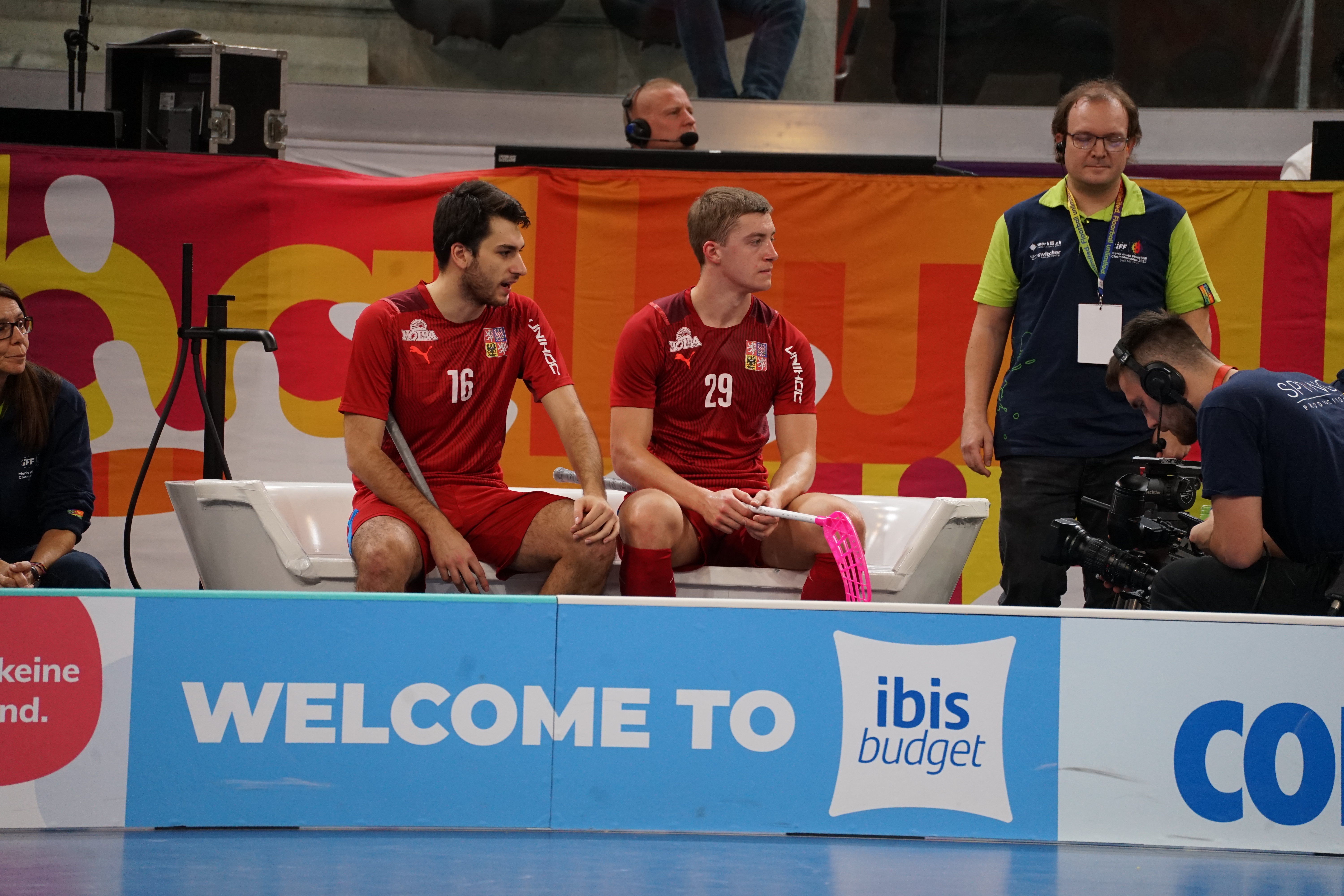
Vyloučení hráči na trestné lavici

Ve florbale proti sobě nastupují dvě družstva s pěti hráči v poli a brankářem. Hraje se na hřišti o rozměrech 40×20 metrů, které je ohraničeno 50 cm vysokými mantinely. Branky jsou 160 cm široké, 115 cm vysoké, hluboké 65 cm v dolní části a 40 cm v horní části, mají měkkou obvodovou a chytací síť.

Rozměry florbalového hřiště

Většinou se hraje na tři útočníky a dva obránce. Tým má obvykle dvě až tři pětice hráčů, které se libovolně střídají přibližně po minutě. Na soupisce může být maximálně dvacet hráčů. V elitních soutěžích se hraje na třikrát 20 minut, přestávky mezi třetinami jsou 10 minut. Hrací čas je čistý, odpočet se zastavuje při přerušení hry. Pokud je výsledek po základním čase nerozhodný, následuje prodloužení s náhlou smrtí. U nižších soutěži a v dětských a juniorských kategoriích jsou časy jiné.

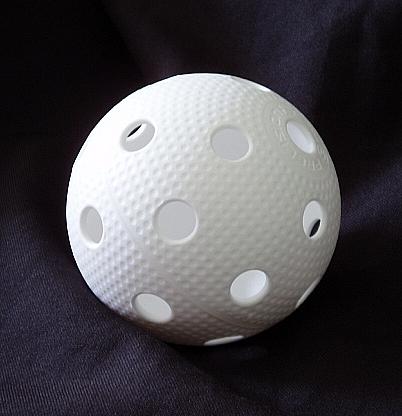
Florbalový míček

Hráči v poli odehrávají míček florbalovou holí, zároveň však není přípustné hrát holí nad úrovní kolen. Míček lze odehrát nebo zpracovat i nohou, ale vstřelení gólu kopnutím je porušením pravidel. Kontakt mezi hráči už není zakázán jako v počátcích hry – hra tělem se toleruje. Hra hlavou nebo rukou je zakázaná. Brankář hokejku nepoužívá a může míček odrazit kteroukoliv částí těla nebo chytat do rukou, pokud se jakoukoliv částí těla nebo výstroje dotýká velkého brankoviště. Dále brankář nesmí dostat nahrávku od spoluhráče, tzv. „malou domů“ a při výhozu nesmí přehodit půlící čáru.
Hra se zahajuje vhazováním míčku na středovém bodě mezi dvěma protihráči. Každý tým si během zápasu může vzít třicetisekundový timeout.

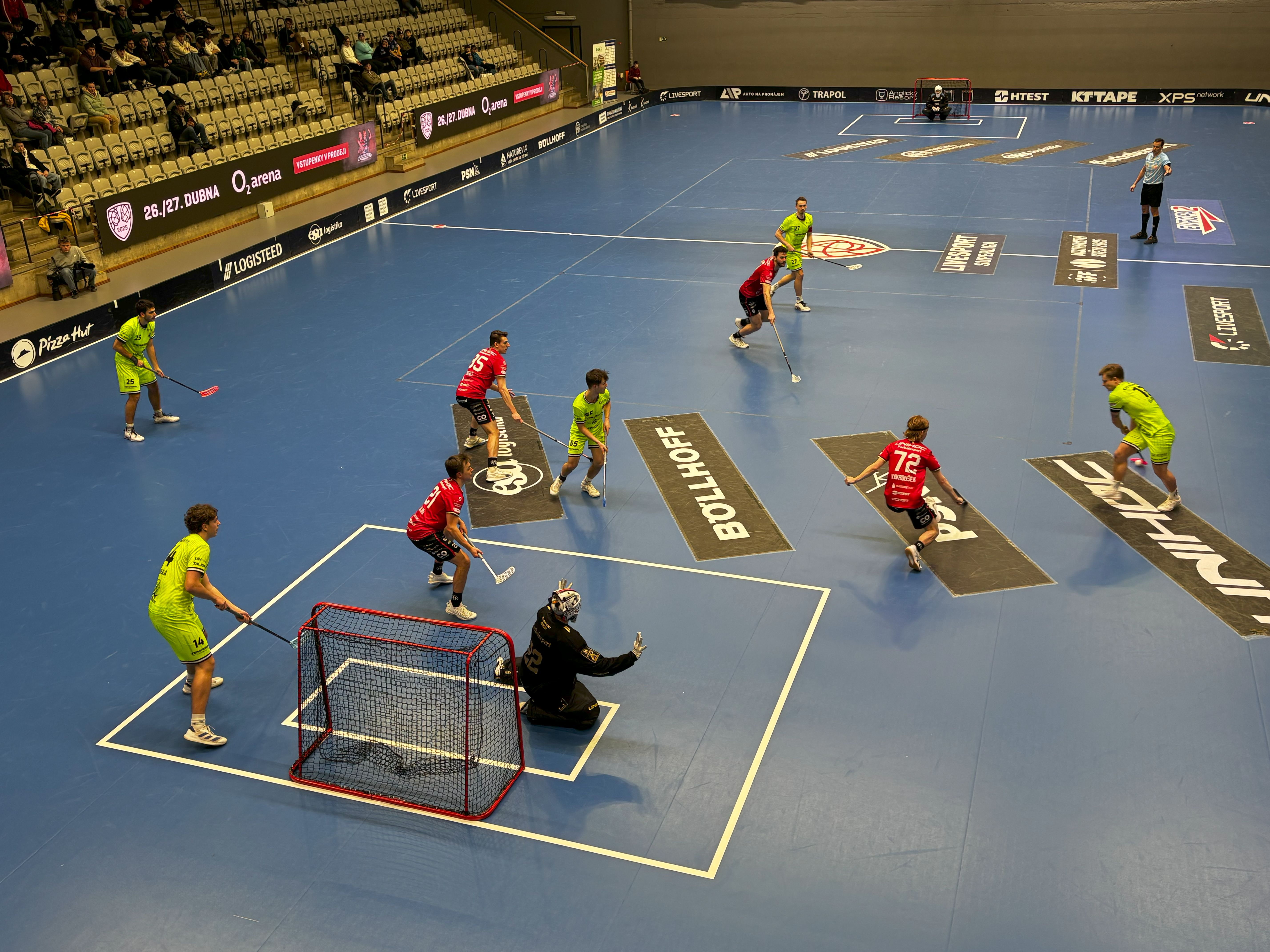
Přesilová hra

Na průběh zápasu dohlížejí dva rozhodčí se stejným postavením. Za přestupky ve hře rozhodčí udělují tresty. Za drobné prohřešky, jako je nesprávné zahrání míčku nebo menší kontakt se soupeřem, následuje ztráta míčku a rozehrávka pro soupeře. Nejčastější osobní tresty jsou dvouminutové za běžné fauly, například sekání nebo blokování soupeře. Pokud je hráč vyloučen, jeho tým hraje v oslabení, což znamená, že má na hřišti o jednoho hráče méně, dokud trest nevyprší nebo nepadne gól. Pokud k faulu dojde v gólové situaci následuje místo vyloučení trestné střílení.

### Švýcarský florbal
Ve Švýcarsku se vyvinula odlišná forma florbalu. Hlavním rozdílem bylo, že brankář měl hokejku, jako má brankář v hokeji.
V současnosti hrají Švýcaři florbal podle mezinárodních pravidel (tam nazývaný Grossfeld – velký florbal) pouze v nejvyšších soutěžích. V nižších soutěžích se hraje tzv. Kleinfeld – malý florbal, kde v poli hrají pouze tři hráči (plus brankář). Kleinfeld hraje převážná většina florbalistů v nižších soutěžích. Švýcaři k tomuto rozdělení přistoupili asi také proto, že ve Švýcarsku není dostatek velkých hal (40x20 m).

## Výstroj

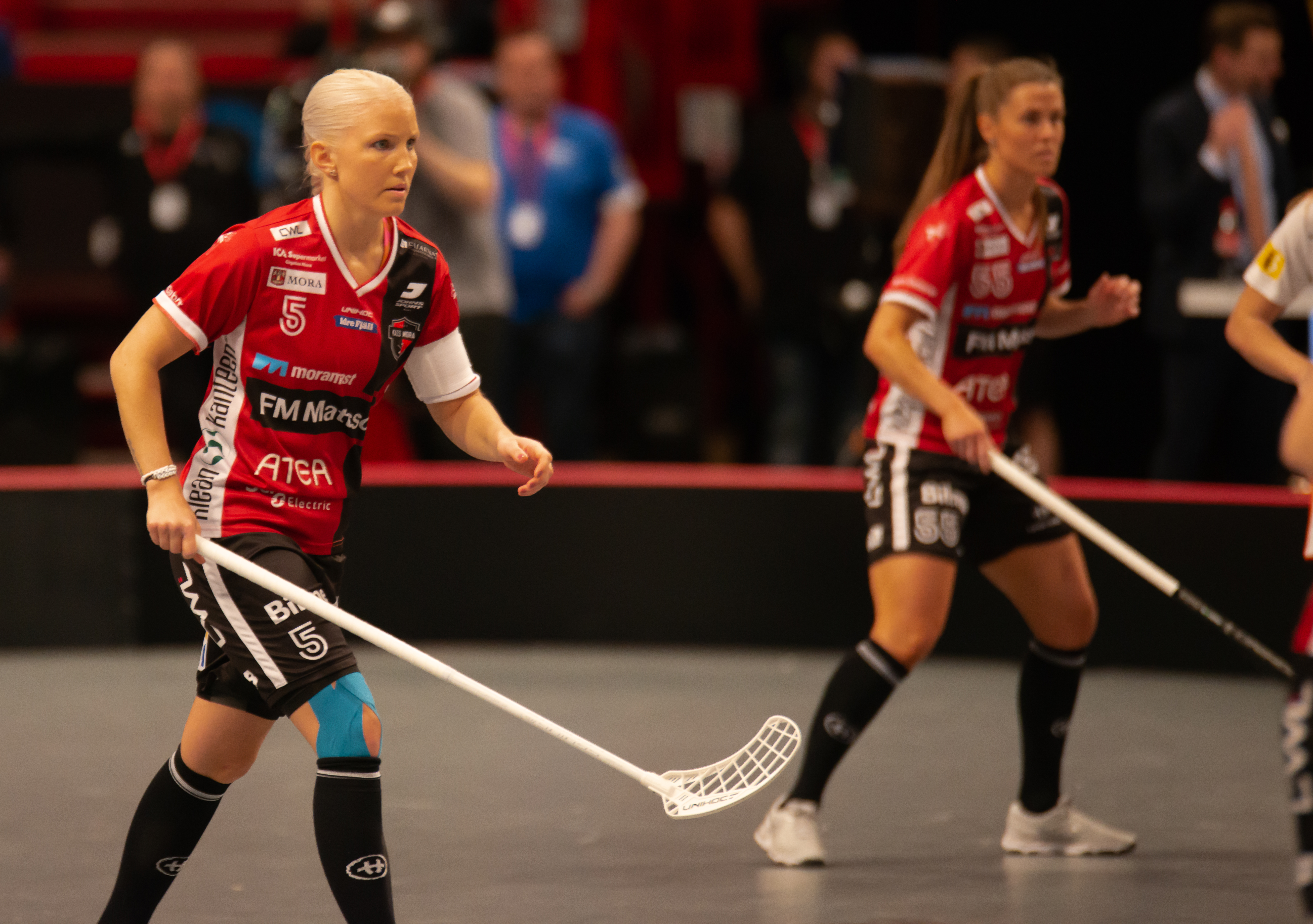
Hráčka s holí

Dělí se na výstroj brankáře a výstroj hráče v poli:
Výstroj hráče:

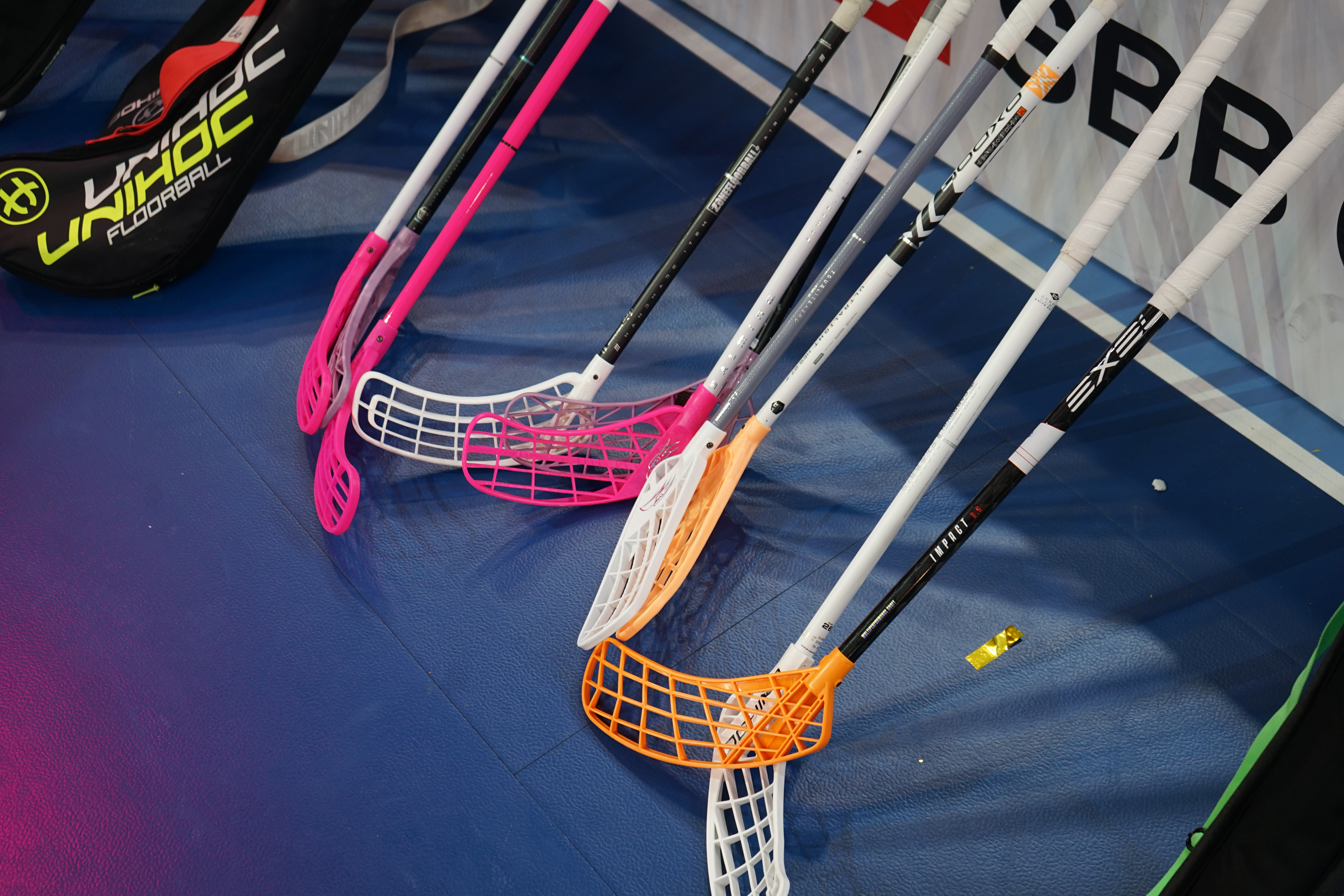
Florbalové hole

- Florbalová hůl: maximální délka 104 cm (podle výšky hráče), pružnost 23–40 mm (23 mm nejtvrdší, 40 mm nejměkčí), musí mít certifikát IFF (v ligových soutěžích)
- Obuv: nejlepší je určená přímo pro florbal
- Míčky: registrovány IFF, také v různých barvách, v Česku povolen jen bílý a „vanilkový“, má 26 děr, průměr 72 mm a váhu max 23 g
- Doplňky: nátepníky, čelenky, potítka atd.
- Dres: všichni hráči v poli mimo brankáře, musí mít stejnou soupravu
- Ochranné brýle, které nejsou povinné

Výstroj brankáře:

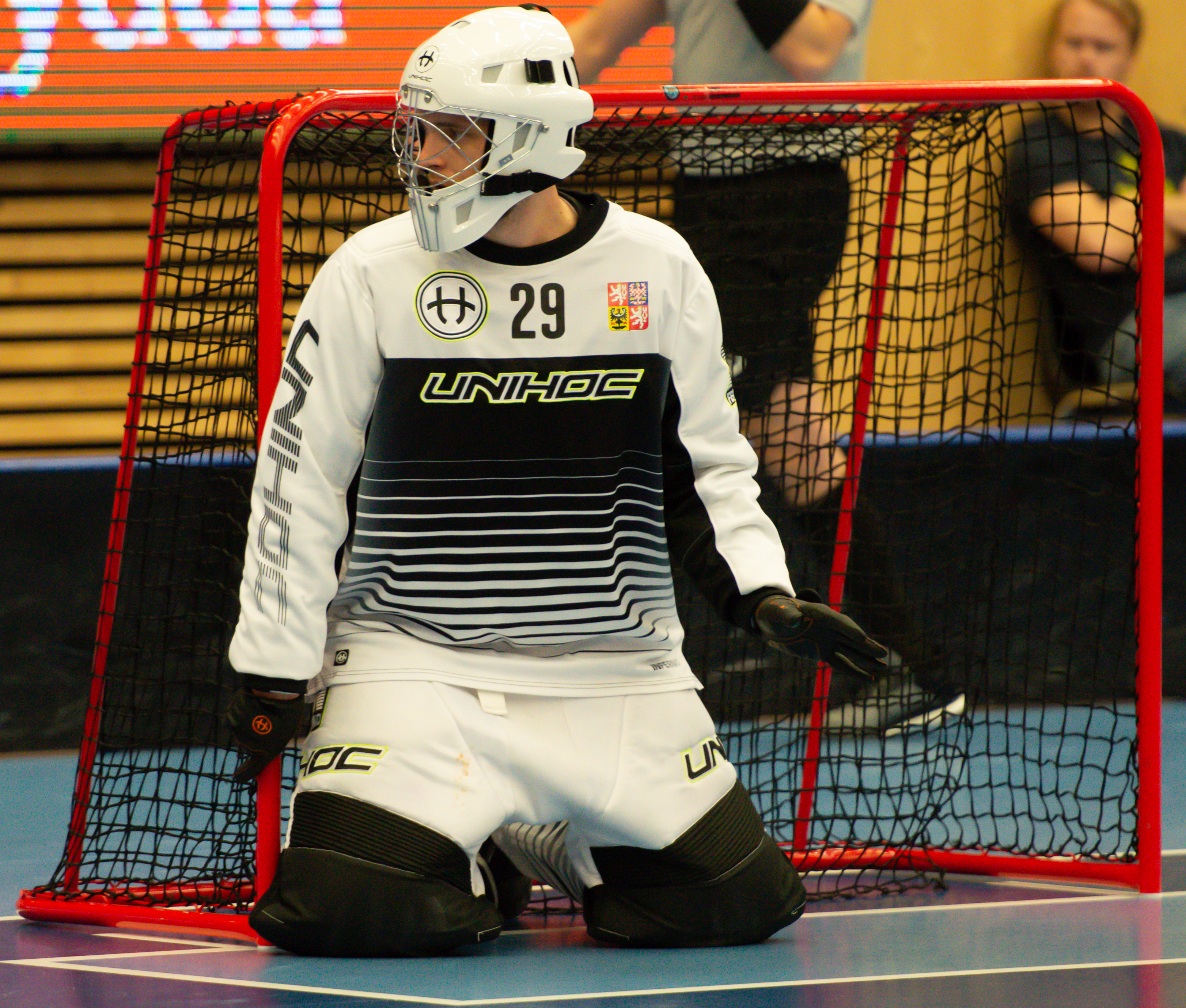
Brankář s maskou v bráně

- Brankářská maska (musí být schválena IFF)
- Brankářská vesta
- Brankářské chrániče (lokty, kolena, holeně, suspenzor)
- Brankářské kalhoty
- Brankářský dres
- Brankářské rukavice

## Historie
První formy sportu podobného modernímu florbalu se objevily v 50. letech ve Spojených státech amerických v továrně na plasty Cosom ve státě Minneapolis pod názvem Floor hockey, a také na kanadských univerzitách.
Velkého rozkvětu se ale florbal dočkal až v 70. letech ve Švédsku, pod jménem innebandy. Název vychází ze hry bandy. Innebandy hráli převážně švédští hokejisté v letním období. V roce 1979 byly ve Švédsku založeny první florbalové kluby a v roce 1981 i švédská národní florbalová asociace. Švédsko má dodnes nejvíce registrovaných florbalistů na světě.
Ještě během 80. let byly založeny národní florbalové asociace v Japonsku, Švýcarsku (pod názvem unihockey) a Finsku (salibandy). S rozdílnými názvy se také mírně lišila pravidla.
Ke sjednocení mezinárodních pravidel došlo v roce 1986 v souvislosti se založením Mezinárodní florbalové federace (IFF). V roce 1994 se ve Finsku konalo první Mistrovství Evropy mužů. V té době měla IFF 14 členů. O rok později se ve Švýcarsku konalo i jediné Mistrovství Evropy žen. Od roku 1996 se formát turnaje změnil na Mistrovství světa. To již měla IFF 20 členů, z nichž 12 se zúčastnilo mistrovství. Finále prvního ročníku sledovalo ve stockholmské Globen aréně 15 000 diváků. Od té doby se Mistrovství světa koná každoročně, v lichém roce bojují ženy a v sudém muži.
IFF se stala členem Globální asociace mezinárodních sportovních federací (GAISF) v roce 2000, Asociace MOV uznaných mezinárodních sportovních federací (ARISF) v roce 2008 a Mezinárodní asociace Světových her (IWGA) v roce 2013. V roce 2024 měla IFF 45 stálých a 35 prozatímních členů.

### Historie florbalu v Česku
Prvnímu českému kontaktu s florbalem napomohl výměnný pobyt studentů z univerzity KY z Helsinek na pražské VŠE. Českým vysokoškolákům se hra ve Finsku zalíbila. V roce 1984, při pobytu v Praze, Finové zanechali darem dvanáct florbalek s míčky a studenti VŠE s nimi hráli v malé tělocvičně téměř rok, než se florbalky zničily. Skupina se pak vrátila k florbalu znovu až v roce 1991. Jedním ze členů skupiny byl Michal Bauer, pozdější spoluzakladatel týmu Mentos, dnešního Florbal Chodov.
Ve stejném roce se s florbalem prostřednictvím ředitele švédské pobočky cestovní kanceláře Excalibur Tours, Bengta Holmquista, nezávisle potkali bratři Martin a Tomáš Vaculíkovi. Ti také studovali na VŠE. Martin Vaculík se díky svému firemnímu jednání ve Švédsku zúčastnil semináře pořádaného v rámci desátého výročí založení Švédské florbalové asociace. Ze Švédska přivezl zpět nové florbalové hole věnované firmou Unihoc. Vaculíkovi poté iniciovali vznik dvou florbalových týmů v TJ Tatran Střešovice, Old Boys (později Tatran Excalibur) a Forza (dnešní Tatran Střešovice).
Florbal se také brzy dostal do Ostravy prostřednictvím Marcela Pudicha, kolegy Michala Bauera z firmy VDG (prvního sponzora oddílu Mentos). Z jeho popudu vznikl tým 1. SC Ostrava (dnešní 1. SC Vítkovice).
V roce 1992 pořádali Švédové mezinárodní florbalový turnaj v Maďarsku, kterého se účastnil i tým Tatran Excalibur. Švédové, včetně opět Bengta Holmquista, na základě turnaje usoudili, že florbal má větší potenciál v Česku, a mantinely, které přivezly na turnaj, věnovali tatranskému týmu. Byly to první florbalové mantinely v Česku a mnoho let se používaly pro řadu místních turnajů, včetně Czech Open.
Florbal se dostal do Česka ještě třetí cestou. V roce 1992 uspořádal Petr Sýkora v Jaroměři soustředění pro švýcarský klub HC Unicorns Mettmenstetten, který vedl. Florbal zaujal hráče místního futsalového klubu a Švýcaři jim darovaly své florbalky. Tím byl položen základ florbalového týmu TJ Sokol Jaroměř.
Česká florbalová unie (ČFbU, dnes Český florbal) byla založena v roce 1992. Prvním prezidentem unie se stal Martin Vaculík. Do IFF a ČSTV byla ČFbU přijata v roce 1993. V té době mělo IFF osm členů. V roce 1993 se konaly první ročníky Czech Open a 1. ligy mužů (dnes Superliga florbalu). Mezi zakládající členy mužské ligy patřily dříve zmíněné týmy Mentos VDG Praha, IBK Forza Tatran, Tatran Excalibur, 1. SC Ostrava a TJ Sokol Jaroměř. Mimo nich ještě Dream Team Ostrava (dnešní FBC Ostrava), AC Sparta Praha, North Stars Ostrava, FBC Mušle Praha a VSK FS Brno (dnešní Bulldogs Brno).
V roce 1994 se již Česko zúčastnilo prvního Mistrovství Evropy a konal se první ročník 1. ligy žen (dnes Extraliga žen). V roce 1998 se v Česku poprvé konalo Mistrovství světa. Česko se dosud účastnilo všech mužských, ženských i juniorských mistrovství v nejvyšší divizi. Prvního mezinárodního úspěchu, stříbrné medaile, dosáhla česká reprezentace na Mistrovství světa mužů v roce 2004, což je její nejvyšší umístění zopakované v roce 2022. Junioři získali první český mistrovský titul na Mistrovství světa do 19 let v roce 2019 a obhájili ho v roce 2021. Ženy získaly první bronzovou medaili na Mistrovství světa žen v roce 2011 a juniorky na Mistrovství světa žen do 19 let v roce 2010.
Mezi českými hráči se mimo domácí soutěže poprvé prosadil Radim Cepek v roce 1998 ve Švédsku. První zahraniční titul získal v roce 2008 Tomáš Sladký ve švýcarské lize. Ve Švédské superlize poprvé zvítězili v roce 2016 Eliška Krupnová a o rok později Martin Tokoš. Krupnová byla i první českou kapitánkou švédského týmu a první Češkou která byla zvolena nejlepší florbalistkou světa. Mezi muži byl prvním kapitánem Matěj Jendrišák.

## Současný světový florbal

### Mistrovství světa ve florbale

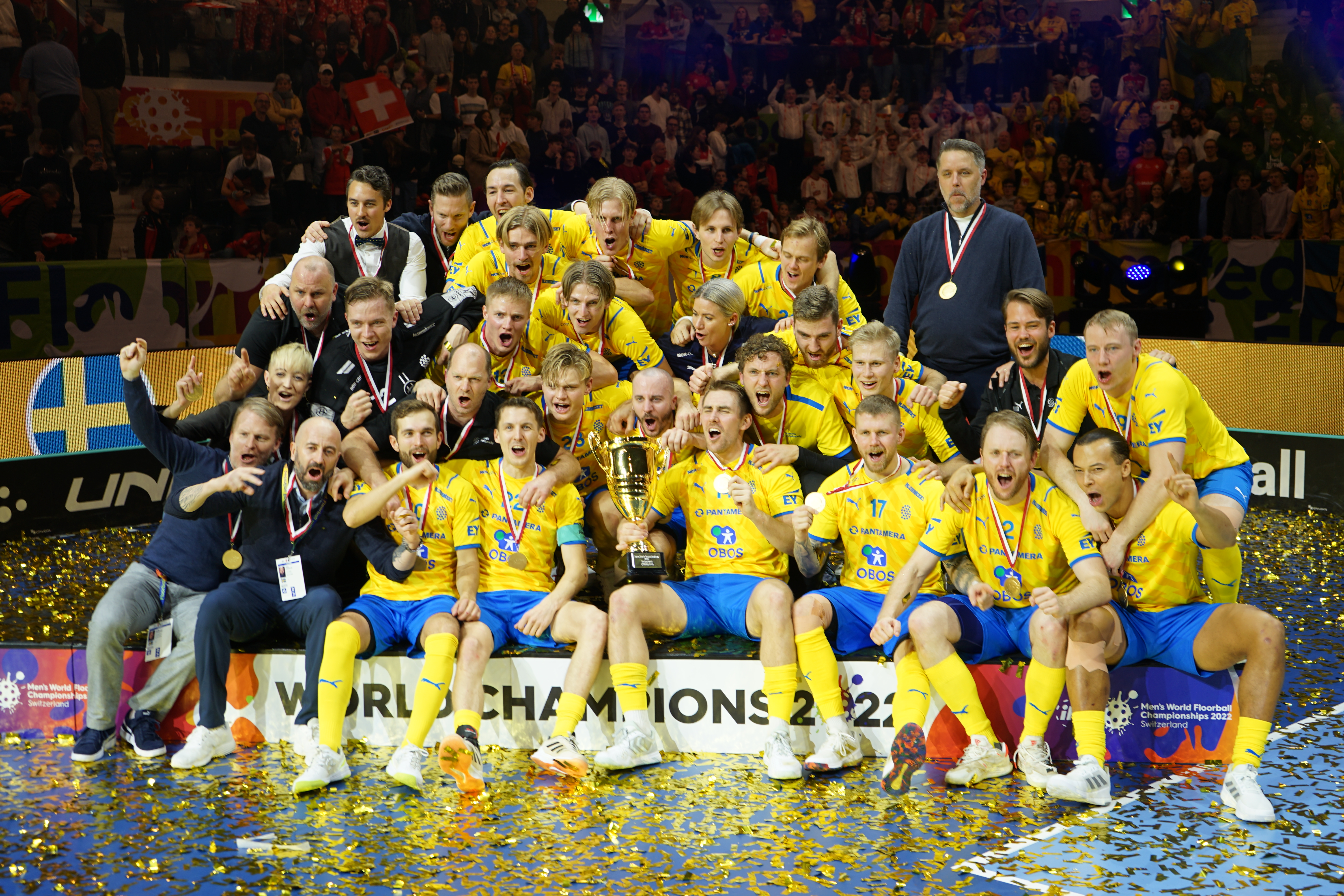
Švédský mužský tým oslavující vítězství na Mistrovství světa 2022

Konalo se již patnáct ročníků mužského mistrovství světa, první v roce 1996 (před ním se konaly ještě dvě mistrovství Evropy). Desetkrát vybojovalo vítězství Švédsko a pětkrát Finsko. První cenný kov vybojovalo Česko na mistrovství světa v roce 2004, které pořádalo Švýcarsko. Tenkrát Česko v semifinále narazilo na výběr domácích, které porazilo 5:3. Ve finále Česko podlehlo Švédsku, a získalo tak stříbrnou medaili. Při mistrovství v roce 2008 v Česku Švédy poprvé sesadilo z trůnu Finsko. Druhé stříbro získal výběr České republiky na mistrovství světa v roce 2022, kdy v semifinále porazil domácí Švýcarsko 3:11 a ve finále podlehl Švédům 9:3. Mimo to mají Češi čtyři bronzové medaile z mistrovství v letech 2010, 2014, 2020 a 2024.
Mistrovství světa žen proběhlo dosud čtrnáctkrát. Zlato vyhrály Švédky jedenáctkrát, Finky dvakrát a jedenkrát Švýcarky. Češky ve Švýcarsku v roce 2011 vybojovaly první bronz, když porazily tým Švýcarska 3:2, podruhé získaly bronzové medaile na Mistrovství světa 2023 v Singapuru.

### Olympijské hry a Světové hry
Florbal obdržel v prosinci 2008 uznání Mezinárodního olympijského výboru. Od této chvíle může začít usilovat o zařazení na program olympijských her, jenž může být na návrh programové komise MOV upravován pro každé jednotlivé olympijské hry. Pro zařazení na program Olympijských her nejsou stanoveny konkrétní podmínky, ale pro úspěšnou snahu musí florbal ještě výrazně rozšířit počet členských zemí v asociaci IFF.
Od ročníku 2017 je florbal zařazen v programu Světových her.

### Další mezinárodní soutěže
Mimo mistrovství světa, pořádá IFF i další mezinárodní florbalové turnaje.

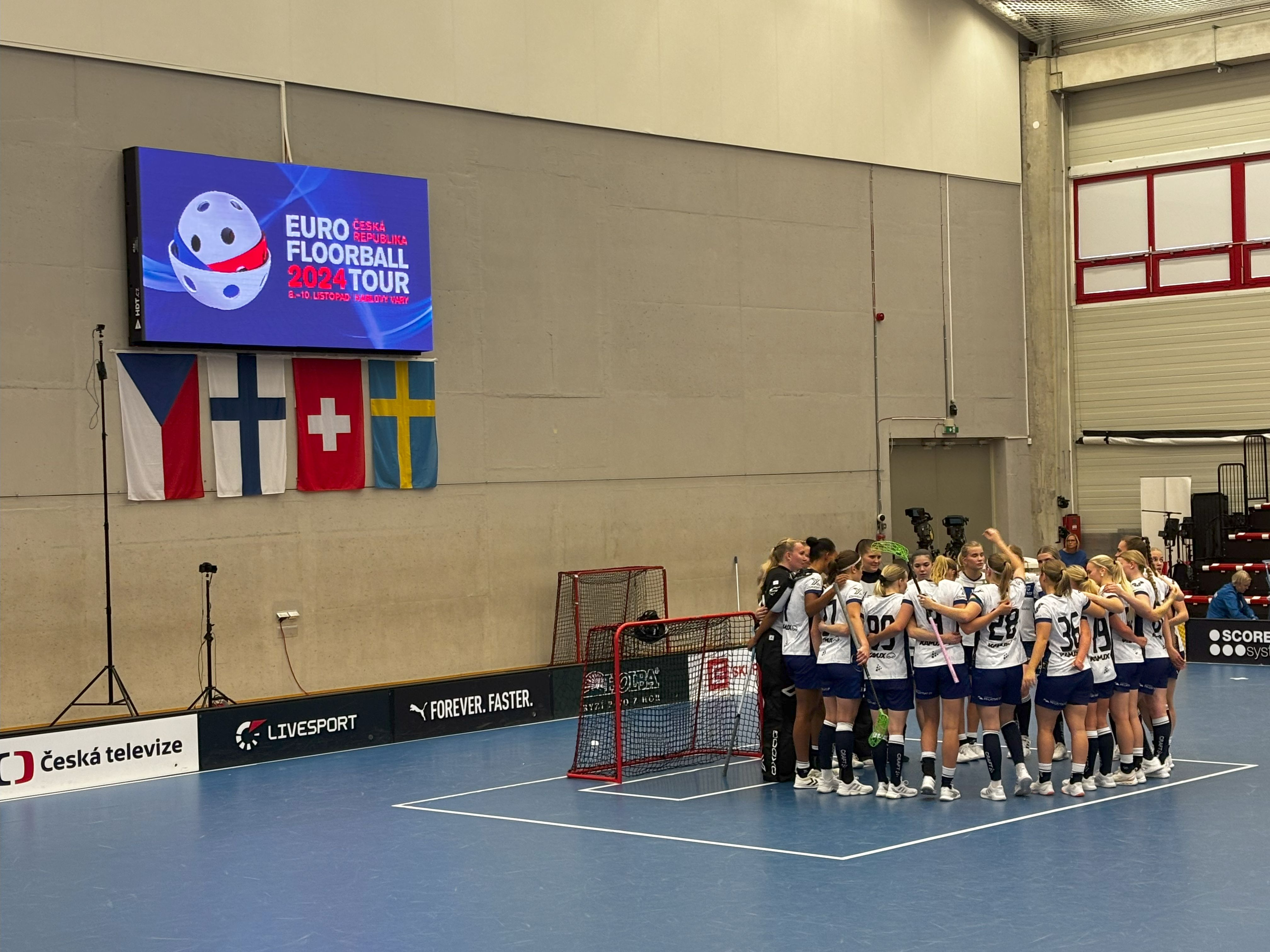
Finská ženská reprezentace na Euro Floorball Tour

Mezi nejdůležitější turnaje reprezentací patří:
- Euro Floorball Tour – Turnaj reprezentací Česka, Finska, Švédska a Švýcarska.
- Southeast Asian Games – Turnaj zemí jihovýchodní Asie.
- AOFC Cup – Turnaj zemí Asie a Oceánie.

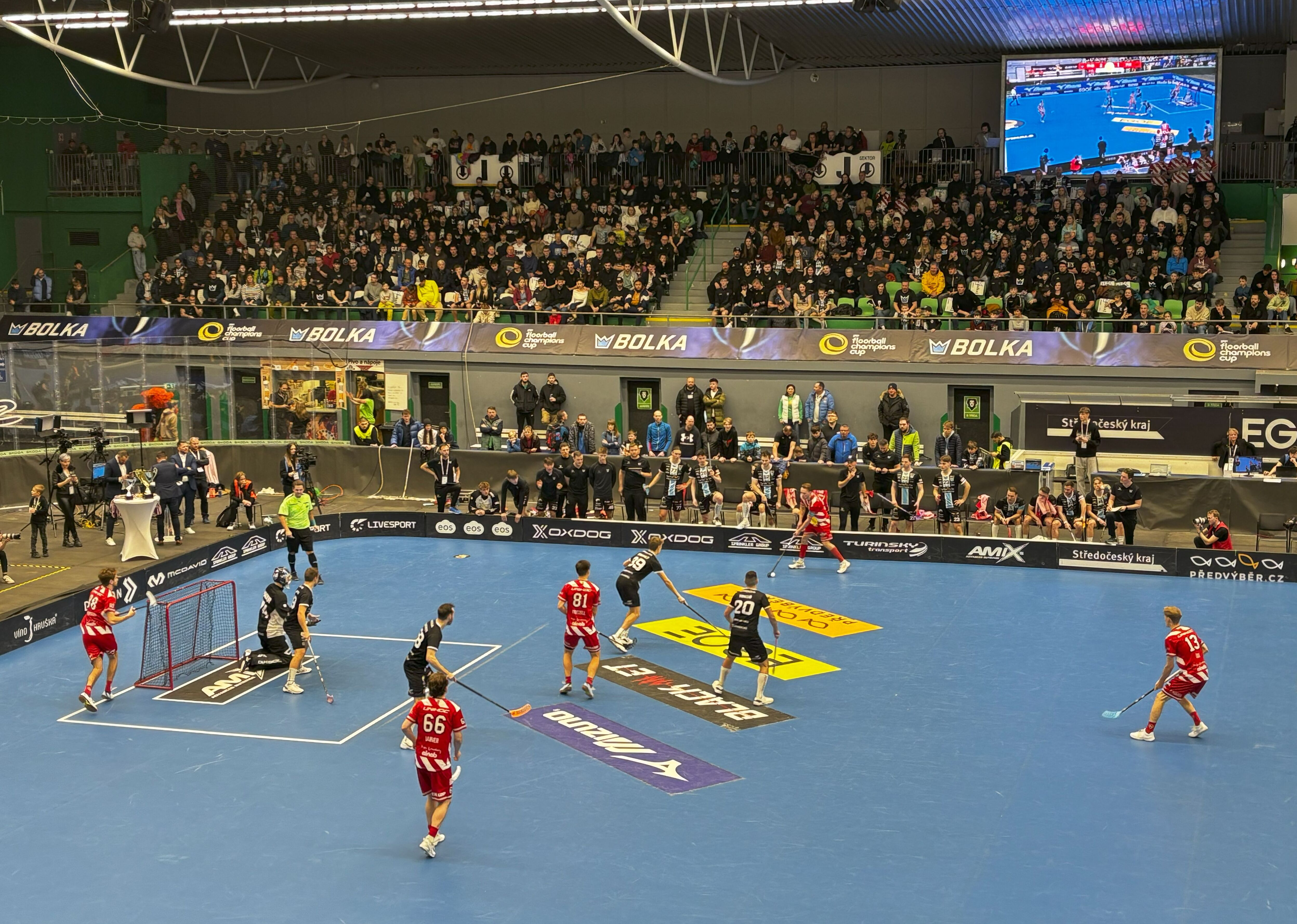
Finálový zápas Poháru mistrů 2025

Pro evropské kluby, které zvítězili v národních ligových soutěžích, se pořádají tři turnaje, rozdělené podle umístění příslušných zemí v žebříčku IFF.
- Pohár mistrů – Pro vítěze ze čtyř nejvýše umístěných zemí, tedy Česka, Finska, Švédska a Švýcarska.
- EuroFloorball Cup – Pro vítěze ze zemí na páté až desáté příčce.
- EuroFloorball Challenge – Pro vítěze z ostatních zemí.

Mimo to existuje mnoho dalších mezinárodních klubových turnajů. Z nich několik nejvýznamnějších se koná v Česku:
- Czech Open
- Prague Games
- Brno Open Game

### Žebříček IFF
Umístění v žebříčku IFF je stanovené podle výsledku země na posledních dvou mistrovstvích světa. Aktuální žebříček tedy zohledňuje mistrovství světa mužů v letech 2022 a 2024 a mistrovství světa žen v letech 2021 a 2023.
| Země                   | Muži | Ženy |
| ---------------------- | ---- | ---- |
| Švédsko                | 1    | 1    |
| Finsko                 | 2    | 2    |
| Česko                  | 3    | 3    |
| Lotyšsko               | 4    | 7    |
| Švýcarsko              | 5    | 4    |
| Slovensko              | 6    | 5    |
| Německo                | 7    | 10   |
| Norsko                 | 8    | 9    |
| Estonsko               | 9    | 13   |
| Dánsko                 | 10   | 8    |
| Polsko                 | 11   | 6    |
| Filipíny               | 12   | 24   |
| Thajsko                | 13   | 16   |
| Austrálie              | 14   | 15   |
| Kanada                 | 15   | 26   |
| Slovinsko              | 16   | 32   |
| Singapur               | 17   | 12   |
| Nový Zéland            | 18   | 23   |
| Francie                | 19   | 19   |
| Maďarsko               | 20   | 17   |
| Španělsko              | 21   | 22   |
| Island                 | 22   |      |
| Japonsko               | 23   | 11   |
| Jižní Korea            | 24   | 28   |
| Spojené státy americké | 25   | 14   |
| Rakousko               | 26   | 27   |
| Itálie                 | 27   | 18   |
| Belgie                 | 28   | 25   |
| Spojené království     | 29   | 30   |
| Lichtenštejnsko        | 30   |      |
| Nizozemsko             | 31   | 21   |
| Ukrajina               | 32   | 29   |
| Čína                   | 33   | 33   |
| Malajsie               | 34   | 31   |
| Pobřeží slonoviny      | 35   | 39   |
| Rusko                  | 36   | 20   |
| Kambodža               | 37   |      |
| Srbsko                 | 38   |      |
| Indonésie              | 39   | 34   |
| Indie                  | 40   | 37   |
| Írán                   | 41   | 38   |
| Nigérie                | 42   |      |
| Keňa                   | 43   | 36   |
| Uganda                 | 44   |      |
| Myanmar (Barma)        | 45   |      |
| Jamajka                | 46   |      |
| Gruzie                 | 47   | 40   |
| Burkina Faso           |      | 35   |

## Poloprofesionální florbal vČesku
K březnu 2025 má Český florbal 426 registrovaných oddílů s 2,6 tisíci týmů a 78 tisíci hráčů. Český florbal je z hlediska počtu členů na třetím místě za druhými Finy a před čtvrtými Švýcary.

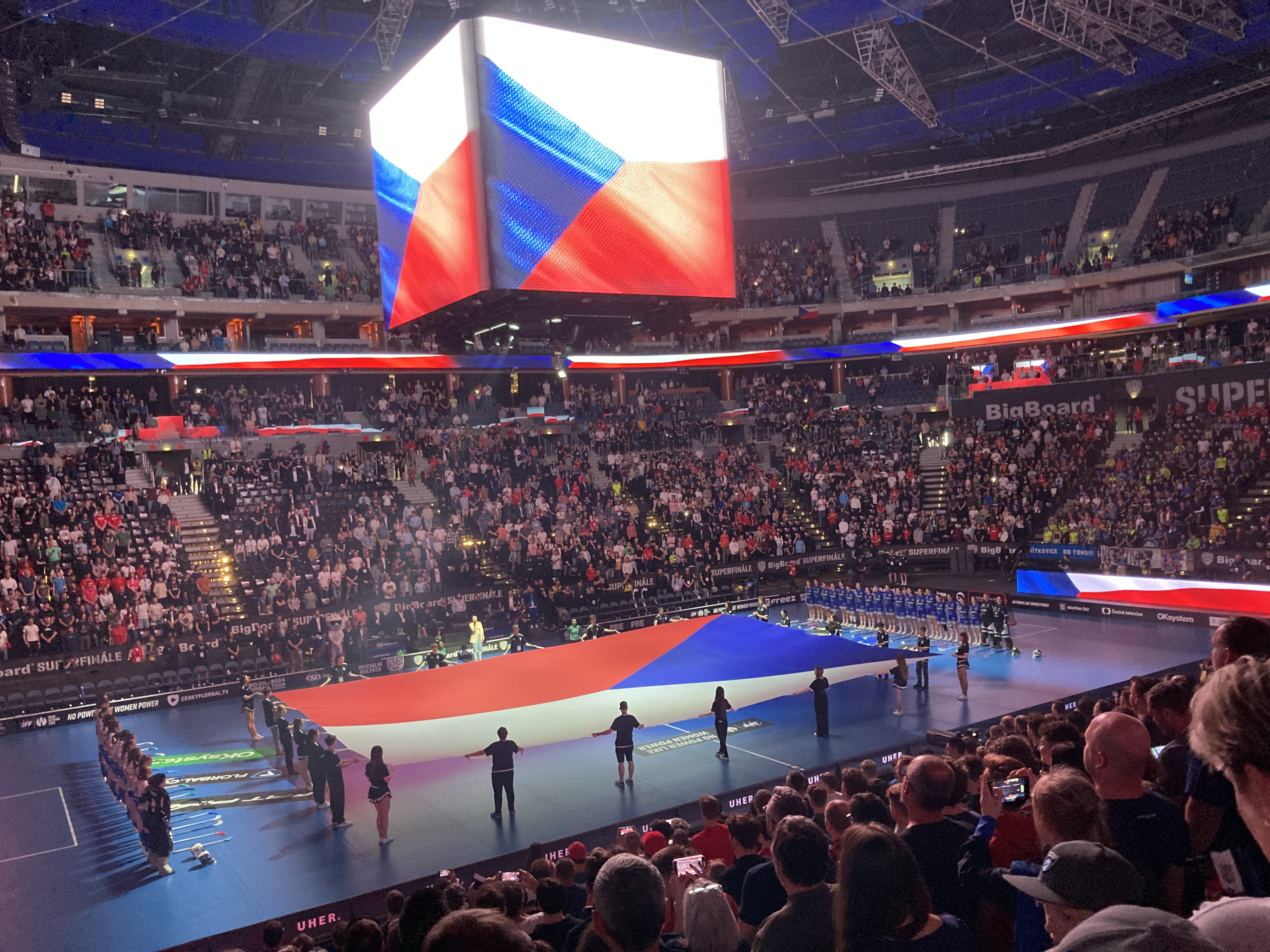
Zahájení Superfinále Extraligy žen 2023/2024

Nejvyšší české florbalové ligové soutěže jsou:
- Superliga florbalu
- Extraliga žen

Celkově je v sezóně 2024/2025 devět úrovní ligových soutěží u mužů a čtyři u žen. Pohárová soutěž je Pohár Českého florbalu.
Mezi nejúspěšnější české mužské florbalové týmy patří Tatran Střešovice, 1. SC Vítkovice, Florbal MB a Florbal Chodov. Nejúspěšnější ženské florbalové kluby jsou 1. SC Vítkovice, Tigers Start98 (dříve Tigers Jižní Město), FBC Liberec, a Tatran Střešovice.
Podle průzkumu z roku 2015 patří florbal v Česku mezi nejpopulárnější sporty, co se týče sledovanosti. Jako jediný neolympijský sport je florbal Národní sportovní agenturou zařazen mezi prioritizované sporty.